# Гельмут Кестер (підводник)
Гельмут Кестер (нім. Helmut Köster; 25 квітня 1914, Гестемюнде — 21 грудня 1941, Атлантичний океан) — німецький офіцер-підводник, капітан-лейтенант крігсмаріне.

## Біографія
8 квітня 1934 року вступив на флот. В жовтні 1936 року відряджений в морську авіацію. З листопада 1939 року — ад'ютант і вахтовий офіцер в 6-й флотилії торпедних катерів. З червня 1940 року — 1-й вахтовий офіцер на торпедному катері «Леопард». З жовтня 1940 по квітень 1941 року пройшов курс підводника, в травні-серпні — курс командира підводного човна. З вересня по 1 грудня 1941 року — командир U-72. З 12 грудня 1941 року проходив командирську практику на U-567 як додатковий вахтовий офіцер. 21 грудня 1941 року U-567 був потоплений в Північній Атлантиці північно-східніше Азорських островів (44°02′ пн. ш. 20°10′ зх. д.) глибинними бомбами британського шлюпа «Дептфорд». Всі 47 членів екіпажу загинули.

## Звання
- Кандидат в офіцери (8 квітня 1934)
- Морський кадет (26 вересня 1934)
- Фенріх-цур-зее (1 липня 1935)
- Оберфенріх-цур-зее (1 січня 1937)
- Лейтенант-цур-зее (1 квітня 1937)
- Оберлейтенант-цур-зее (1 квітня 1939)
- Капітан-лейтенант (1 грудня 1941)

## Нагороди
- Медаль «За вислугу років у Вермахті» 4-го класу (4 роки)